# Джесс Денді
Джесс Денді (англ. Jess Dandy; 9 листопада 1871, Рочестер, штат Нью-Йорк — 15 квітня 1923, Бруклайн, Массачусетс) — американський актор німого кіно і театру. Справжнє ім'я — Джессі Данциг (англ. Jesse A. Danzig).
Народився в родині емігрантів з Пруссії. Найбільш відомий своєю участю в багатьох фільмах Чарлі Чапліна. Виступав на Бродвеї до початку кар'єри в кіно, а також після її завершення. Похований на кладовищі Вудлон.

## Вибрана фільмографія
- 1914 — Його улюблене проведення часу / His Favourite Pastime — незначана роль
- 1914 — Новий сторож / The New Janitor — президент банку
- 1914 — Найкращий мешканець / The Star Boarder — мешканець
- 1914 — Реквізитор / The Property Man — силач
- 1914 — Обличчя на підлозі бару / Face on the Bar Room Floor — коханець, який вкрав Мадлен
- 1914 — Його нова професія / His New Profession — дядько з інвалідністю
- 1914 — Маскарадна маска / The Masquerader — кіноактор
- 1914 — Марнотратники / The Rounders
- 1914 — Тісто і динаміт / Dough and Dynamite — кухар
- 1914 — Привіт, Мейбл / Hello, Mabel — бізнесмен
- 1914 — Знову Фатті / Fatty Agai — голова карнавалу
- 1914 — Викрадення дешевого автомобіля / Leading Lizzie Astray